# Гекон пласкохвостий
Гекон пласкохвостий (Uroplatus) — рід геконів підродини Справжні гекони. Має 19 видів. Інша назва «гекон листохвостий».

## Опис
Довжина представників цього роду геконів коливається від 8 до 30 см. Колір їх шкіри коливається від сірувато-коричневого до чорного або зеленувато-коричневого з різними візерунками, які нагадують місцевість, де вони мешкають. Є два варіанти маскування цих геконів — у формі листя або кори. Завдяки цьому вони гарно маскуються та мімікрують під середовище. Череп сильно окостенілий з дуже високим числом зубів. Має дуже міцний хвіст, який застосовує при пересуванню по деревах. відсутнє звичайне у геконів розширення ключиці з отвором на внутрішньому боці кінцівки.

## Спосіб життя
Живе у тропічних лісах. Більшу частину світлого часу доби пласкохвості гекони висять вертикально на стовбурах дерев, опустивши голову, нагадуючи листя. Активні вночі. Харчуються комахами, фруктами та нектаром.
Це яйцекладні гекони. Зазвичай самка відкладає від 2 до 4 яєць. Протягом сезону буває декілька кладок.

## Розповсюдження
Ендеміки Мадагаскару, хоча іноді трапляються на дрібних островах поблизу.

## Види
Рід містить 20 видів:
- Uroplatus alluaudi Mocquard[fr], 1894
- Uroplatus ebenaui (Boettger, 1879)
- Uroplatus fetsy Ratsoavina, Scherz, Tolley, Raselimanana, Glaw, & Vences, 2019
- Uroplatus fiera Ratsoavina, Ranjanaharisoa, Glaw, Raselimanana, Miralles & Vences, 2015
- Uroplatus fimbriatus (Schneider, 1797)
- Uroplatus finaritra Ratsoavina, Raselimanana, Scherz, Rakotoarison, Razafindraibe, Glaw & Vences, 2019
- Uroplatus finiavana Ratsoavina, Louis, Crottini, Randrianiaina, Glaw & Vences, 2011
- Uroplatus fotsivava Ratsoavina, Gehring, Scherz, Vieites, Glaw, & Vences, 2017
- Uroplatus garamaso Glaw, Köhler, Ratsoavina, Raselimanana, Crottini, Gehring, Böhme, Scherz & Vences, 2023
- Uroplatus giganteus Glaw, Kosuch, Henkel, Sound & Böhme[de], 2006
- Uroplatus guentheri Mocquard, 1908
- Uroplatus henkeli Böhme & Ibisch, 1990
- Uroplatus kelirambo Ratsoavina, Fanomezana, Gehring, Scherz, Vieites, Glaw, & Vences, 2017
- Uroplatus lineatus (A.M.C. Duméril & Bibron, 1836)
- Uroplatus malahelo Nussbaum[fr] & Raxworthy[fr], 1994
- Uroplatus malama Nussbaum & Raxworthy, 1995
- Uroplatus phantasticus (Boulenger, 1888)
- Uroplatus pietschmanni Böhle & Schönecker, 2003
- Uroplatus sameiti Böhme & Ibisch, 1990
- Uroplatus sikorae Boettger, 1913